# بلوفتون (کارولینای جنوبی)
بلوفتون(به انگلیسی: Bluffton) شهری در ایالت کارولینای جنوبی کشور ایالات متحده آمریکا است که جمعیت آن در سرشماری سال ۲۰۱۰ میلادی، ۱۲٬۵۳۰ نفر بوده‌است.